# Wubu
Wubu, tidigare romaniserat Wupu, är ett härad som lyder under Yulins stad på prefekturnivå i Shaanxi-provinsen i nordvästra Kina. Det ligger omkring 400 kilometer norr om provinshuvudstaden Xi'an. 

## Källa
1. ↑  ”worldpostmarks.net”. Arkiverad från originalet den 2 januari 2015. https://web.archive.org/web/20150102101710/http://worldpostmarks.net/HTML%20Countries/china.htm. Läst 26 maj 2015.